# کلاته گاویچ
کلاته گاویچ روستایی در دهستان گزیک بخش گزیک شهرستان درمیان استان خراسان جنوبی ایران است. بر پایه سرشماری عمومی نفوس و مسکن در سال ۱۳۹۰ جمعیت این روستا ۸۱ نفر (در ۲۱ خانوار) بوده است.